# Non abbastanza morta (raccolta)
Non abbastanza morta (titolo originale Not Quite Dead Enough) è un volume di Rex Stout che raccoglie due romanzi brevi con protagonista Nero Wolfe, e pubblicato per la prima volta negli Stati Uniti nel 1944 presso Farrar & Rinehart.

## Contenuto
- Non abbastanza morta (1942)
- Trappola esplosiva (1944)